# Martin Kugler

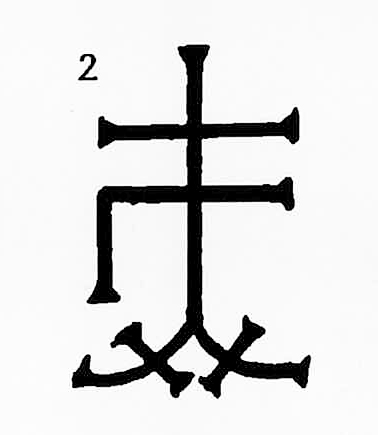
Steinmetzzeichen Martin Kugler

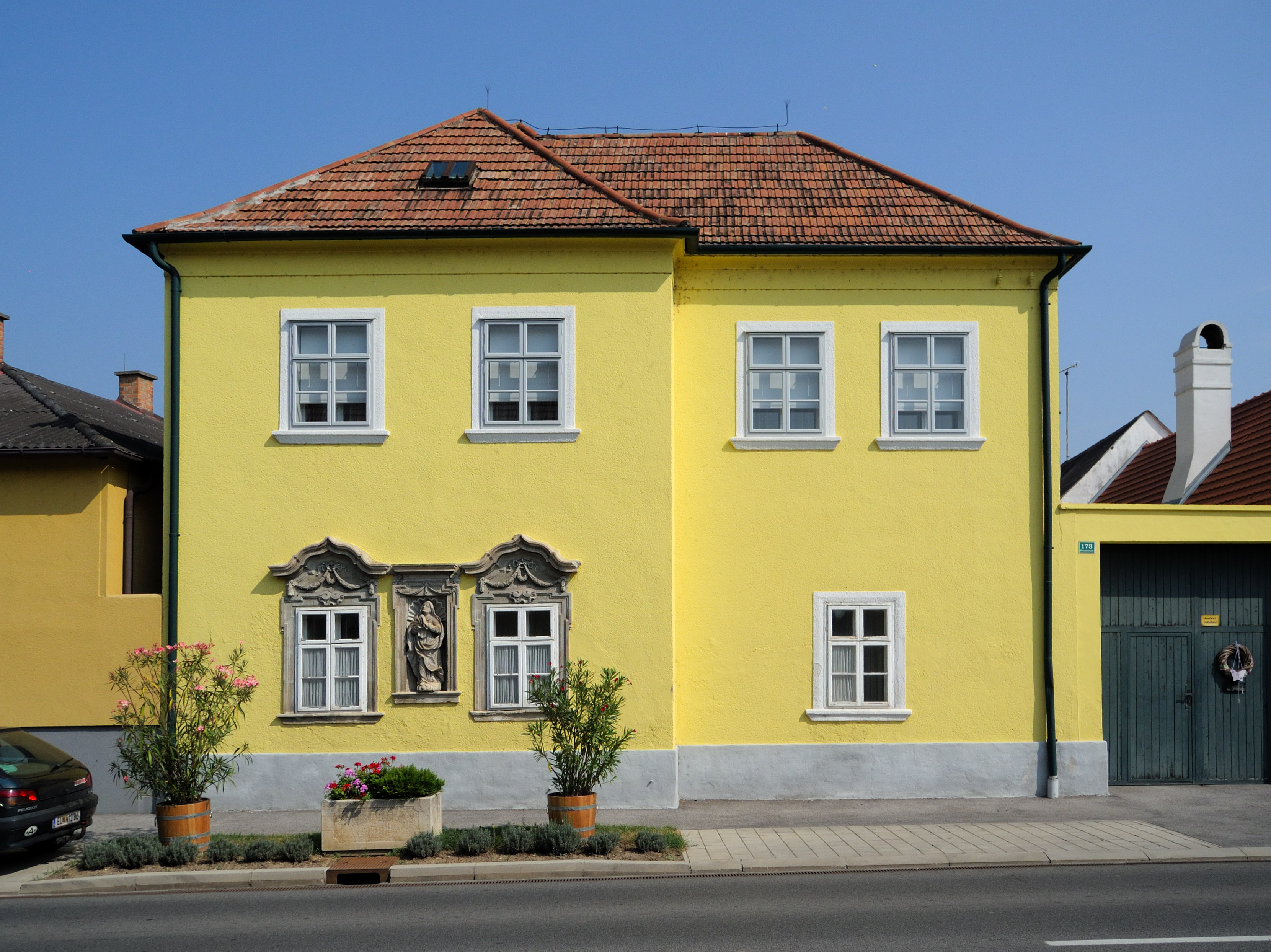
Ältestes Steinmetzhaus Nr. 173 in St. Margarethen (Kugler)

Martin Kugler (* 1630; † 12. August 1682 in Sankt Margarethen im Burgenland) war ein österreichischer Steinmetzmeister und Bildhauer im Handwerk der Steinmetzen und Maurer zu St. Margarethen. Er war der Begründer der St. Margarether Kugler-Steinmetzdynastie mit 14 Meistern.

## Leben

### Lehre in der Wiener Dombauhütte
Die Aufdingung des Lehrlings Martin Kugler ist im Bruderschaftsbuch der Wiener Dombauhütte zu St. Stephan am 3. Juli 1646 durch Steinmetzmeister Peter Concorz dokumentiert.

### Familie
Der Steinmetz Martin Kugler heiratete Elisabeth N., wohl die Tochter eines Steinmetzmeisters, da sie sich nach seinem Tod als Witwe wieder mit einem Steinmetzmeister verheiratete. 1666 wurde er Meister in der St. Margarethener Steinmetzzunft. Im Jahr darauf erfolgte die Geburt des Sohnes Adam. Sohn Michael wurde am 28. Juni 1678 geboren. Martin Kugler erhielt das Ehrenamt des Kirchenvaters und war Stifter eines Sebastianaltars.
Das Bürgerhaus, Hauptstraße 173 ist das älteste Steinmetzhaus im Dorf, mit Arkaden, Kleinplastiken und einer Madonna in einer gassenseitigen Nische, es wird Kugler zugeordnet. Das Haus ist traufenseitig modernisiert worden.

### Tod
Meister Martin Kugler starb am 12. August 1682. Witwe Elisabeth Kuglerin verheiratete sich mit dem Steinmetz Adam Toll, der 1687 die Meisterprüfung ablegte.

### Nachkommen

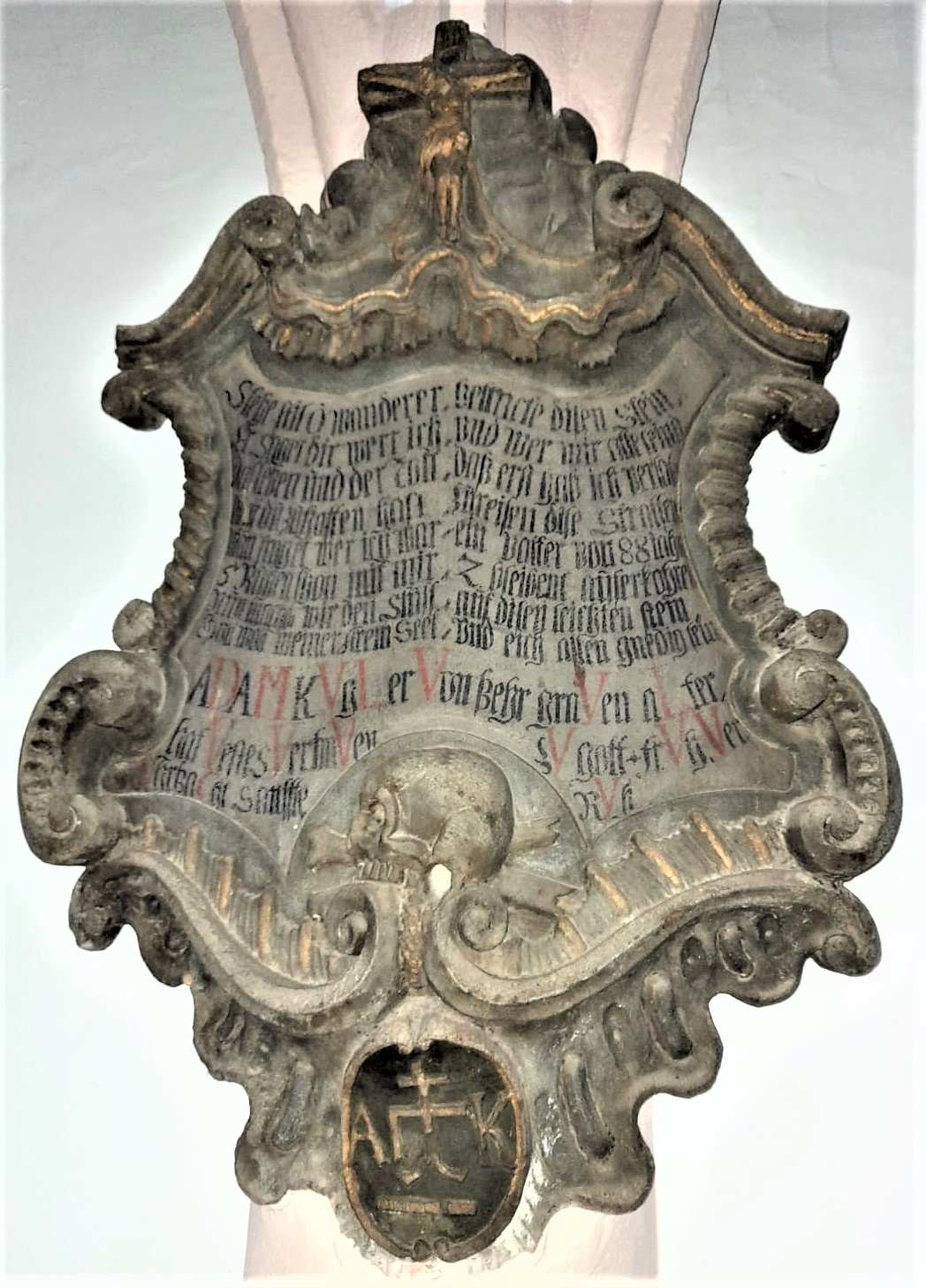
Pfarrkirche St. Margarethen Epitaph Adam Kugler † 1755

Sohn Adam war von 1694 bis 1755 Steinmetzmeister, war 1723–1724 Marktrichter in St. Margarethen. Meister Adam verwendete in den ersten Jahren seiner Tätigkeit als junger Unternehmer auf seinen Rechnungen an das Rentamt der Herrschaft S. Margarethen das geerbte Petschaft mit dem Steinmetzzeichen seines Vaters Martin Kugler, bis er sich ein Siegelwerkzeug mit dem eigenen Zeichen anschaffte.

## Werke

### Bildstöcke
Das Lieblingsmotiv auf seinen Bildstöcken waren die „Arma Christi“ (Leidenswerkzeuge).

### Pietà bei der St. Georgner Sandstätte, 1672
Das Steinmetzzeichen aus 1672 findet sich am Kapitell der Pietàsäule bei der Sandgrube von St. Georgen am Wallfahrtsweg nach Loretto, an der Hottergrenze Eisenstadt und St. Georgen. Zeichen beidseitig mit Initialen und Ornamenten.

### Figurenbildstock hl. Sebastian in Pernitz
In Pernitz gibt es eine Statue des hl. Sebastians, der reich reliefierte quadratische Schaft, bezeichnet mit 1674 und mit Steinmetzzeichen, stammt von Kugler.

### „Ecce Homo“ Großhöflein auf der Straße nach Kleinhöflein, 1677
Die Bildsäule Ecce Homo steht an der Straße von Großhöflein nach Kleinhöflein, sie ist mit 1677 bezeichnet.

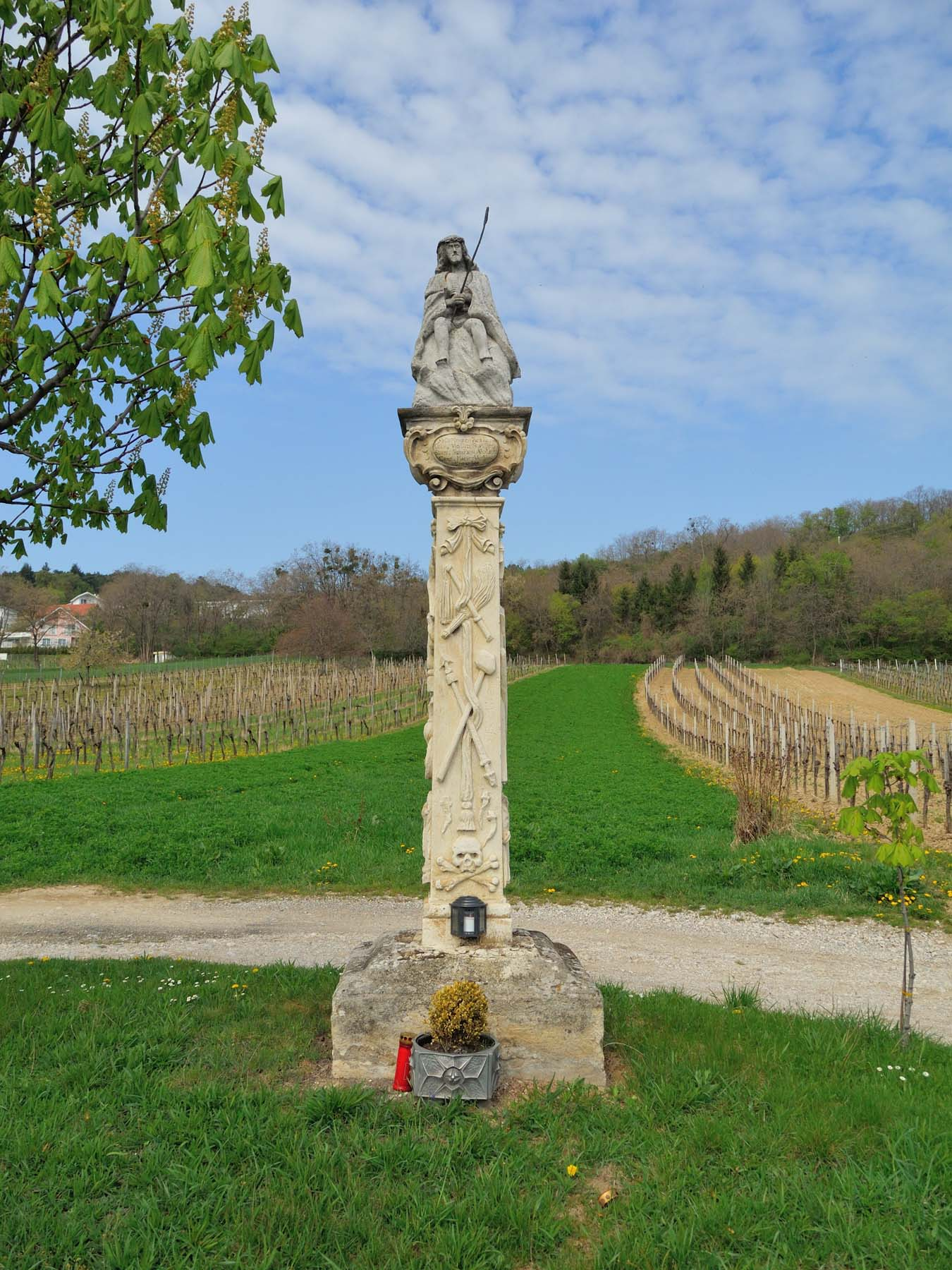
Ecce homo in Großhöflein, 1677
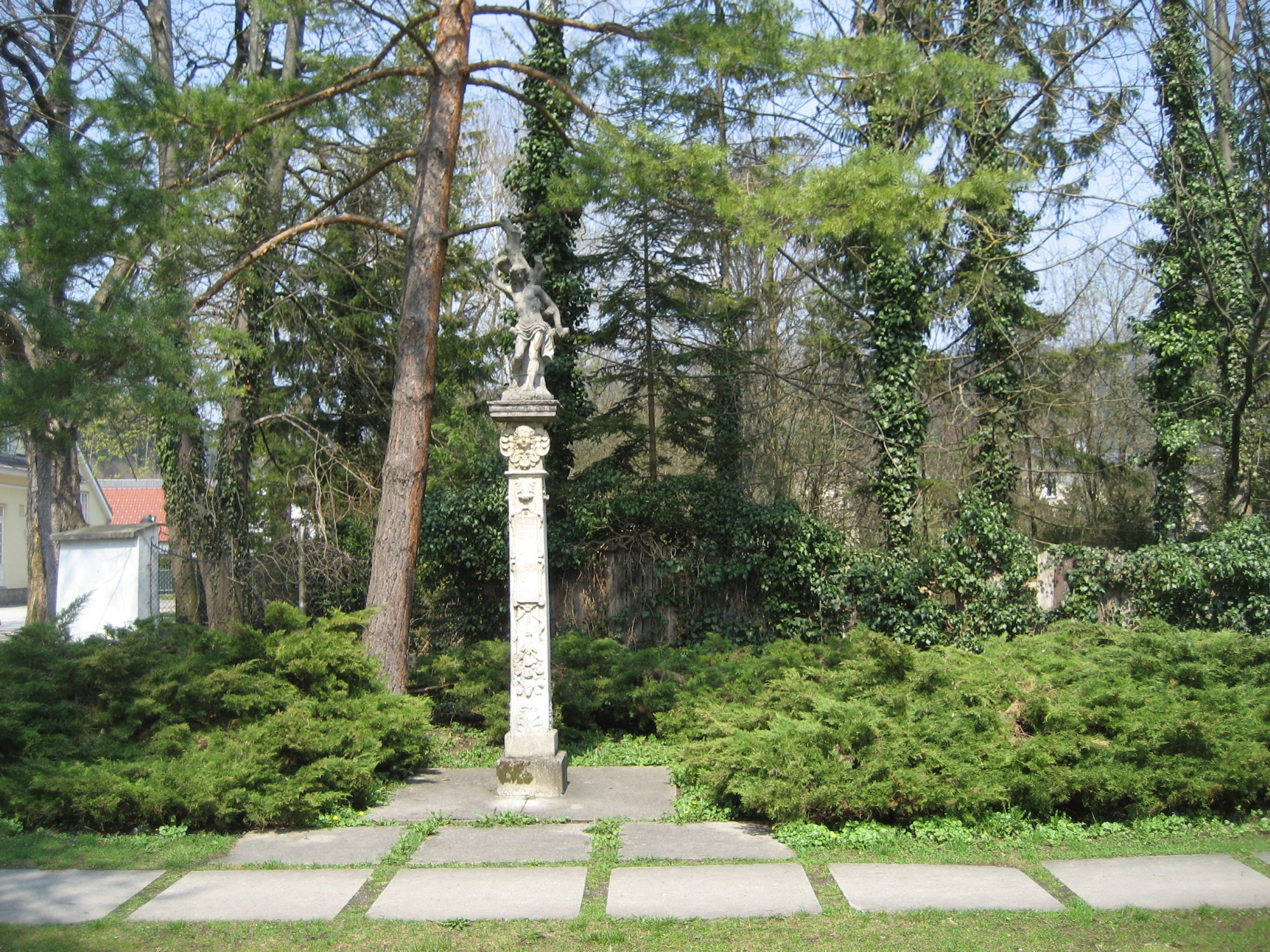
hl. Sebastian in Pernitz, 1674
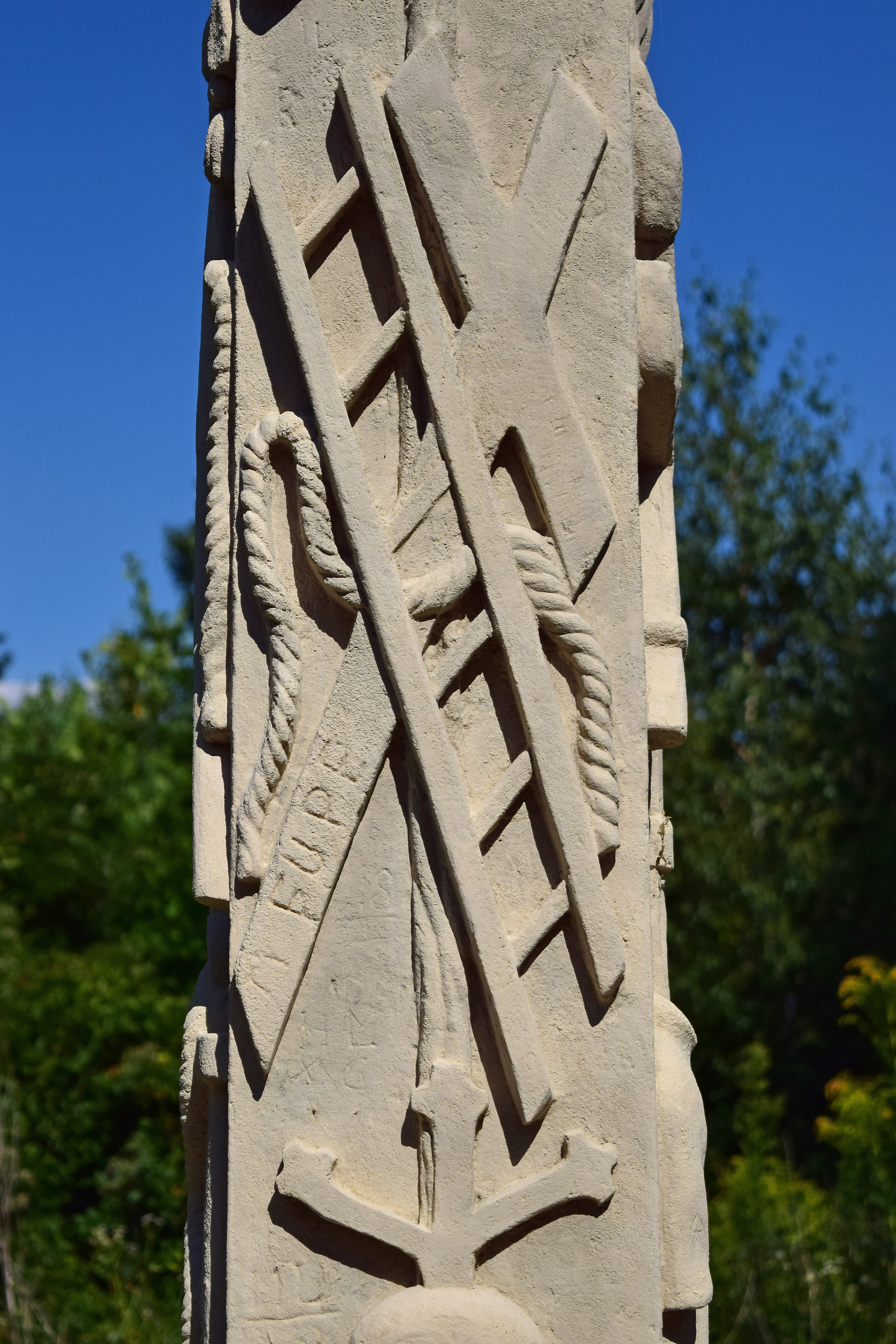
Bildstock Ecce Homo in St. Margarethen, Leidenswerkzeuge 1669
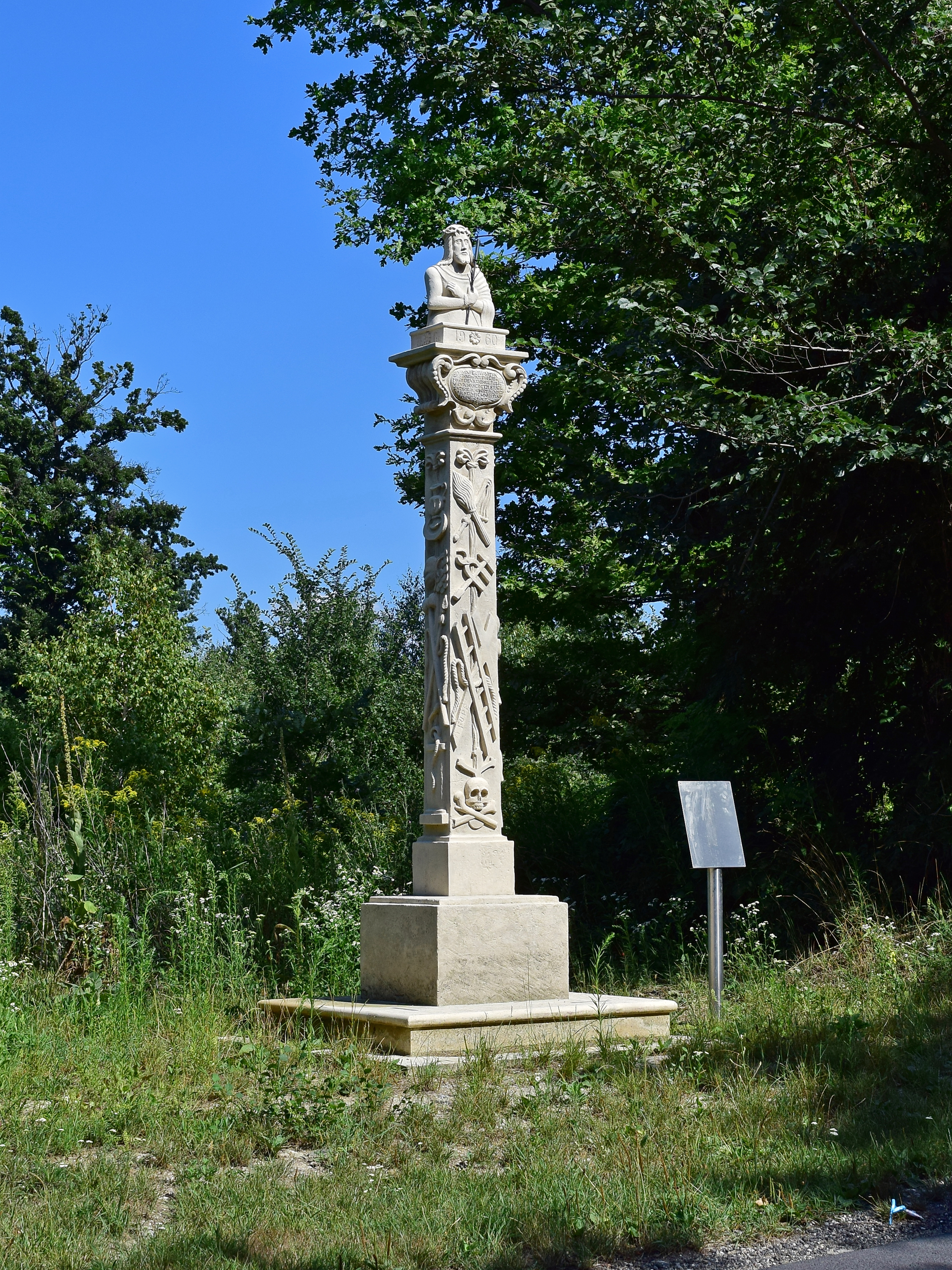
Schaft Werkstattarbeit Ecce Homo St. Margarethen 1669 Bildhauer Johann Grillenberger 1960

### Bedeutung
Josef Altenburger, Steinmetzforscher aus St. Margarethen, sprach 1992 bei der Präsentation des Buches Elias Hügel, Hofsteinmetzmeister im Steinmetzmuseum Kaisersteinbruch „begleitende Worte“. Martin Kugler war in seinen Augen der Vorläufer für Elias Hügel.